# Head up display

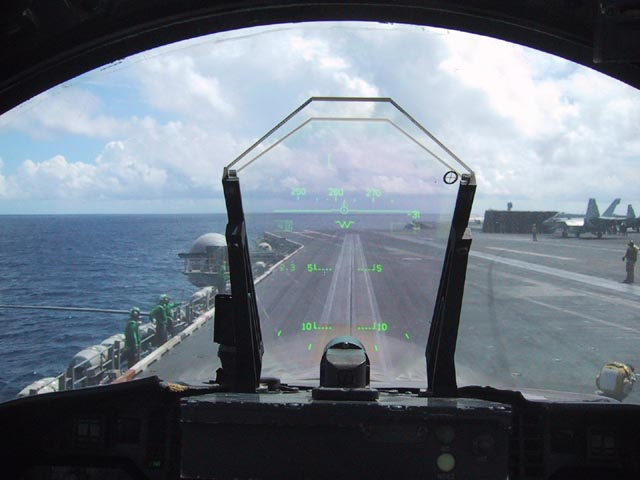
HUD de um F/A-18 C.

O Monitor de Alertas, também conhecido como Ecrã de Alertas ou pela sigla em inglês HUD (Heads-up Display), é um instrumento inicialmente desenvolvido para utilização em aeronaves visando a fornecer informações visuais ao piloto sem que este tenha que desviar os olhos do alvo à frente da aeronave.

## Primórdios

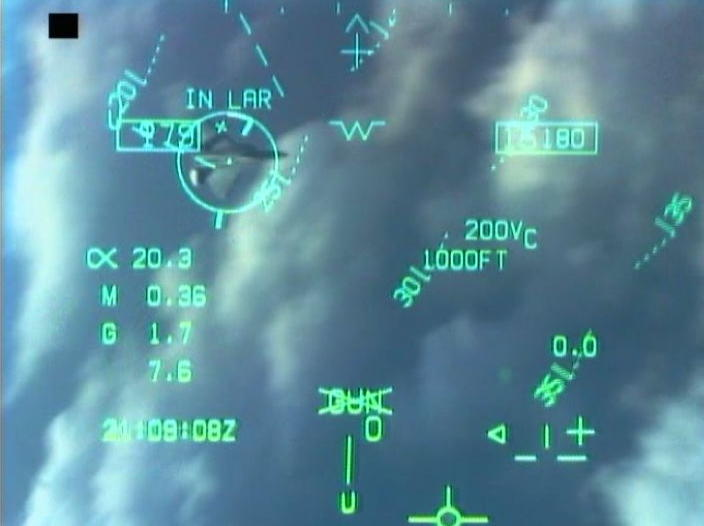
HUD de um F/A-18 Hornet engatilhado durante um combate do tipo Dogfight.

Durante a Primeira Guerra Mundial os aviões foram utilizados inicialmente como plataforma de observação e de meados da guerra em diante, como vetores de combate, contudo careciam de precisão quando no combate direto (dogfight) em grande parte devido à inexistência de um sistema de mira que permitisse a visada do alvo antes de se iniciar a rajada das metralhadoras montadas sobre a fuselagem.
Após o final da guerra foram introduzidos nos aviões de caça dispositivos fixos (alça e massa de mira) montados sobre o painel, permitindo a visada do alvo melhorando consideravelmente a eficiência do tiro. Tal solução mostrou-se eficiente até final da Segunda Guerra Mundial, quando entraram em operação aviões de caça impulsionados por motores a jato, que impelindo velocidades superiores, exigiam a correção das informações mostradas pelo dispositivo fixo de mira adaptando-as às velocidades tangenciais que passaram a ser utilizadas como rotina.
Durante a Guerra da Coreia as operações de caça exigiam constantes aprimoramentos técnicos e fator de superioridade tática foi conseguida pela força aérea americana após a introdução dos caças F-86 Sabre, que por possuírem um inovador radar de ataque permitiam ao piloto avaliar corretamente a distância e a velocidade do alvo, fornecendo dados que permitiam ajustar manualmente e com precisão os dispositivos de mira, oferecendo condições superiores de pontaria durante o dogfight.
Em princípios da década de 1970, com o aprimoramento do transístor e advento dos circuitos integrados, possibilitou-se uma redução substancial no tamanho e peso dos computadores, que puderam finalmente ser embarcados nas aeronaves, permitindo a automação do calculo dos dispositivos de mira, fornecendo ao piloto a solução final de tiro, sem necessidade de cálculos ou ajustes adicionais, reduzindo a carga de trabalho do piloto, permitindo as atenções fossem direcionadas ao combate.
A partir de meados da década de 1970 as aeronaves de primeira linha já eram equipadas com monitores que forneciam dados de voo, navegação e solução de tiro de forma confiável.
A partir da década de 1980, com o advento dos microchips, a capacidade de processamento de informações dos computadores de bordo melhorou consideravelmente a qualidade das informações providas pelos monitores, incluindo o recebimento e processamento de dados provenientes GPS e aeronaves AWACS.

## Características gerais

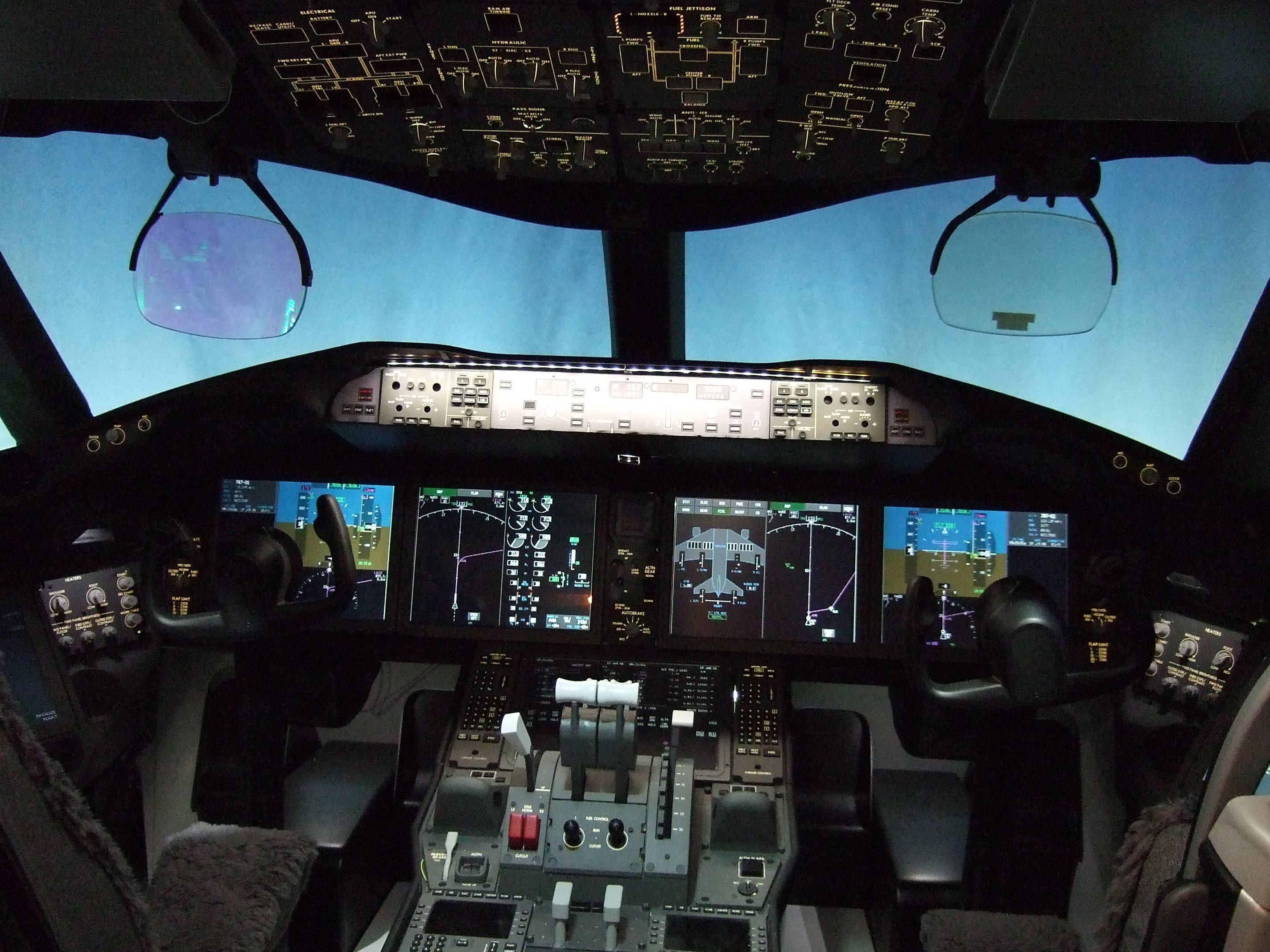
HUDs em um Boeing 787.

Os monitores se utilizam de fundamentos de tecnologia de informação, propriedades de refração e reflexão da luz e emissão de raios catódicos. Consistem de uma sistema de aquisição de dados através de radar, rádio, aviónica e sistema de armas, que são entregues a um processador encarregado de ordenar, priorizar e hierarquizar as informações conforme o perfil de missão previamente programado e a seguir exibir essas informações em um tubo de raios catódicos montado na horizontal sobre o painel, cuja imagem é refletida em um anteparo semi-transparente inclinado a 45º montado exatamente na linha de visada do piloto. As informações do tubo de raios catódicos refletidos na tela do monitor e colimadas ao infinito são fundidas aos raios luminosos provenientes do mundo real à frente da aeronave, permitindo ao piloto observar o alvo à frente da aeronave somado das imagens de dados provenientes do monitor.
Os monitores modernos permitem variação da luminosidade, cor, seleção de dados, perfis automatizados conforme a fase do voo (navegação, combate, aproximação final) e seleção de armas (canhões, mísseis terra-ar de longo, médio ou curto alcance e bombas).